# Marc Kubbinga
Marc Kubbinga (Amsterdam, 7 juni 1961) is een Nederlands filmeditor.

## Biografie

### Jeugd en opleiding
Kubbinga werd geboren in Amsterdam en groeide op in Breda. Hij bezocht het Sint Michiellyceum in Geleen en ging aansluitend naar de HTS in Heerlen.

### Loopbaan
Kubbinga begon zijn loopbaan bij de NOB en daarna bij de VARA. Hij werkte aan de montage van de tv-programma's Zeg 'ns Aaa, Dolfje Weerwolfje en Kinderen voor Kinderen. In de jaren negentig werkte hij mee aan de nieuwe leader van Veronica. In diezelfde perisode maakte hij diverse spotjes van reclamecommercials zoals Bavaria, Radio 538, Gamma, McDonald's, Appelsientje en Sky Radio. In de jaren 00 is het zich gaan toeleggen tot het monteren van films. Samen met Efraim Gons heeft hij in Amsterdam het productiebedrijf "HecticElectric".

## Filmografie
- (1988) Zeg 'ns Aaa
- (1988) Net wat je zoekt
- (1989) Kippevel
- (1990) De Hoge Noot
- (1991) Kinderen voor Kinderen 12
- (1992) Kinderen voor Kinderen 13
- (1993) Kinderen voor Kinderen 14
- (2004) Erik of het klein insectenboek
- (2009) De Storm
- (2011) Dolfje Weerwolfje
- (2012) Koning van Katoren
- (2013) Spijt!
- (2014) Pijnstillers
- (2016) Prooi
- (2016) Manchester by the Sea